# Gangsta rap
Il gangsta rap o G-rap è un genere musicale derivato dal rap, che attraverso testi esplicitamente violenti, si sofferma su temi come droga, sesso, armi, e in generale le attività criminali inerenti allo stile di vita delle bande di strada (come i Crips o i Bloods) e dei gangster. La label californiana Ruthless Records è considerata la principale inventrice di questo genere di rap, in particolare Eazy-E fu il rapper che usò di più di tutti il gangsta rap facendolo diventare famoso prima a Los Angeles e poi in tutto il mondo.

## Origini
Il primo ad usare la parola "gangster" nei suoi testi fu probabilmente il rapper di Filadelfia Schoolly D, quando nel 1984 pubblicò il singolo Gangster Boogie; è però nella West Coast statunitense, sul finire degli anni '80, che il gangsta rap acquisisce notorietà e comincia ad essere definito come tale. Ice-T infatti nel 1987 incide 6 n the Mornin, canzone che inaugura ufficialmente la nascita del genere: nel testo compaiono per la prima volta i termini “nigga” (negro) e “hoe” (troia). 
Un gruppo che collaborò ampiamente alla creazione del gangsta rap furono gli N.W.A, che, dopo diversi singoli, nel 1988 registrarono il loro primo LP intitolato Straight Outta Compton, contenente brani divenuti dei classici del genere, come Fuck tha Police. In particolare degli N.W.A Eazy-E fu quello che fondando la Ruthless Records diede la possibilità al gangsta rap di diventare famoso in tutto il mondo, e per questo Eazy è considerato il padrino di questo genere di rap.

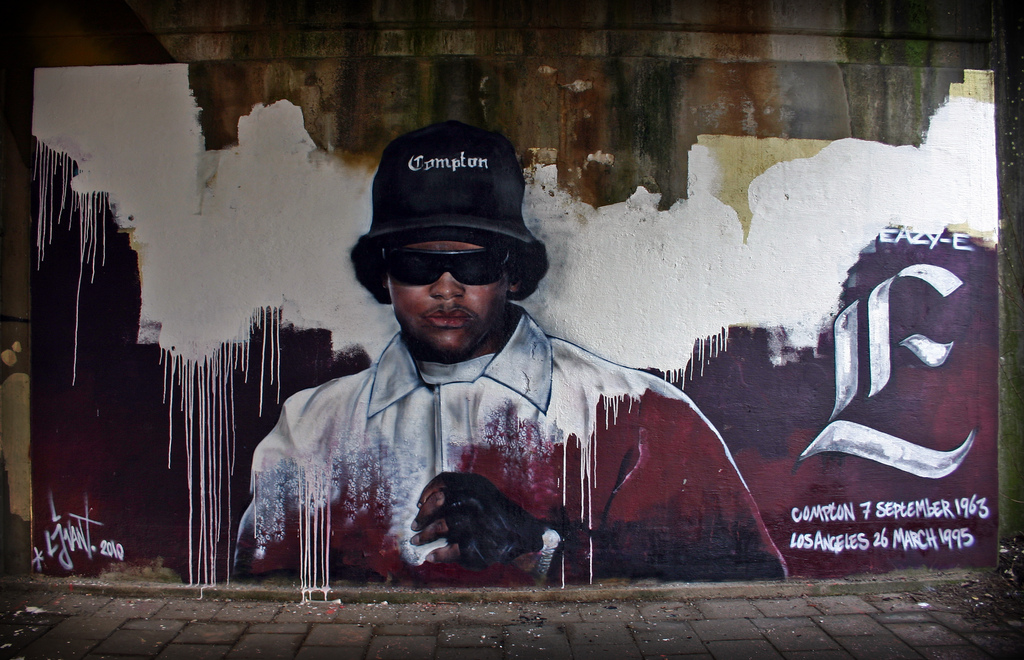
Un graffito nei Paesi Bassi raffigurante Eazy-E, il padrino del gangsta rap

Altri artisti che diedero il loro contributo al genere quand'era ancora ai suoi albori sono J-YO, Too $hort, Kid Frost, Sir Jinx e altri artisti ancora provenienti prevalentemente da Compton, Watts, Los Angeles, Oakland, San Diego e San Francisco.
I primi artisti significativi del filone gangsta provenienti dalla East Coast furono i Boogie Down Productions, a partire dal singolo 9mm Goes Bang, pubblicato nel 1986, in cui KRS-One descrive una sparatoria fra spacciatori rivali. Poco dopo l'uscita del loro primo album, Criminal Minded, il Dj del gruppo, Scott La Rock, perde la vita in una sparatoria: questo evento spingerà KRS-One a dedicarsi al conscious hip hop. Un altro importante esponente del genere nella sua versione newyorkese fu Kool G Rap.

## Polemiche sui temi
Il gangsta rap è considerato la versione più esplicita della musica e dello stile di vita hip hop, ma ancora oggi vi sono molti rapper provenienti da entrambe le coste degli Stati Uniti che tengono vivo questo genere e le rivalità. Gli autori, generalmente, si difendono precisando che i loro testi non fanno altro che descrivere la vita reale dei ghetti metropolitani in cui sono cresciuti.
Poiché nel tempo l'audience del gangsta rap è divenuta prevalentemente bianca, alcuni criticarono questo genere per essere diventato un omologo dei minstrel show e dei blackface degli anni '20, in cui afro-americani o bianchi facevano in modo di apparire come caricature dei neri, agendo in modo stereotipicamente privo di cultura, per l'intrattenimento del pubblico bianco (tratta questo tema il film Bamboozled del noto regista Spike Lee).